# سیارک ۴۱۰۲
سیارک ۴۱۰۲ (به انگلیسی: 4102 Gergana، نامگذاری:1988TE3) چهار هزار و صد و دومین سیارک کشف شده‌است که در ۱۵ اکتبر ۱۹۸۸ کشف شد.
قدر مطلق سیارک برابر ۱۲.۹ است.